# Hearth
Il  fiume Heart è un affluente del Missouri, lungo approssimativamente 290 km, nello stato del Dakota del Nord, Stati Uniti d'America.

## Corso
Il fiume Heart nasce nella prateria della contea di Billings, nella Prateria nazionale del Piccolo Missouri, vicino alla zona sud del Parco nazionale Theodore Roosevelt. Esso scorre generalmente verso est attraverso la Contea di Stark fino a Gladstone, passando da Belfield e South Heart, attraversando il bacino Patterson della diga di Dickinson e giungendo a Dickinson, capoluogo della Contea di Stark.
A Gladstone riceve le acque del Green River e volge verso est-sudest nella Contea di Grant, passando dal lago Tschida, che è formato dalla diga di Heart Butte. Sotto questa diga il fiume volge verso nordest e verso la Contea di Morton, dove le sue acque confluiscono nel fiume Missouri, a Mandan.